# 譚進希
譚進希（英語：Tam Chun Hei，1993年8月2日—），香港男子羽毛球運動員。他早年就讀大埔循道衛理小學和聖公會莫壽增會督中學。

## 簡歷
2001年，譚進希開始跟隨教練余麗妮練習羽毛球，至2004年加入香港體育學院羽毛球青年軍，一年後晉升為重點青年軍隊員。2008年起成為香港體育學院羽毛球運動員。

### 2017世锦赛
2017年8月，  譚進希參加苏格兰格拉斯哥舉行的世界羽毛球錦標賽，他和吳芷柔出戰混合双打項目。首圈以0比2 （22-24、17-21）不敌印度的萨维克赛拉吉·兰基雷迪/玛内沙·库卡帕利，48强止步。

## 主要比賽成績
只列出曾進入準決賽的國際賽事成績：
| 年份   | 賽事                     | 公開賽級別 | 項目     | 搭檔   | 成績   |
| ------ | ------------------------ | ---------- | -------- | ------ | ------ |
| 2017年 | 馬來西亞羽毛球大師賽     | 黃金大獎賽 | 混合雙打 | 吳芷柔 | 準決賽 |
| 2017年 | 新加坡羽毛球國際系列賽   | 國際系列賽 | 男子雙打 | 麦喜俊 | 準決賽 |
| 2018年 | 新加坡羽毛球國際系列賽   | 國際系列賽 | 男子雙打 | 鍾瀚霖 | 冠軍   |
| 2019年 | 亞洲羽毛球混合團體錦標賽 | 其他       | 混合團體 | －     | 季軍   |

| 2007-2017年 | 首要超級賽 | 超級賽 | 黃金大獎賽 | 大獎賽 | 國際挑戰賽 | 國際系列賽 | 未來系列賽 | 其他 |

| 2018-2026年 | 總決賽 | 超級1000賽 | 超級750賽 | 超級500賽 | 超級300賽 | 超級100賽 | 國際挑戰賽 | 國際系列賽 | 未來系列賽 | 其他 |

### 奧運會和世錦賽參賽紀錄
|          | 搭檔   | 2017 | 2018 | 2019 |
| -------- | ------ | ---- | ---- | ---- |
| 男子雙打 | 鍾瀚霖 | －   | －   | 48強 |
|          |        |      |      |      |
| 混合雙打 | 吳芷柔 | 48強 | －   | －   |